# Vardica
Vardica (en italien : Vardizza) est une localité de Croatie située en Istrie, dans la municipalité d'Umag, dans le comitat d'Istrie. En 2001, la localité comptait 76 habitants.

## Démographie
| 1948 | 1953 | 1961 | 1971 | 1981 | 1991 | 2001 |
| ---- | ---- | ---- | ---- | ---- | ---- | ---- |
| 163  | 124  | 120  | 64   | 57   | 64   | 76   |